# クアテロン礁

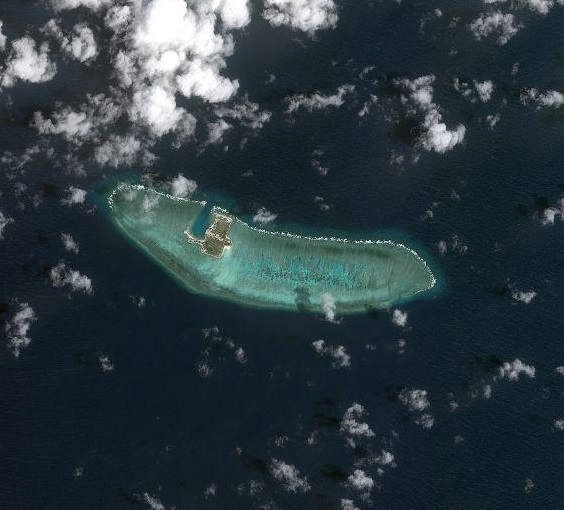
クアテロン礁（1999年撮影）

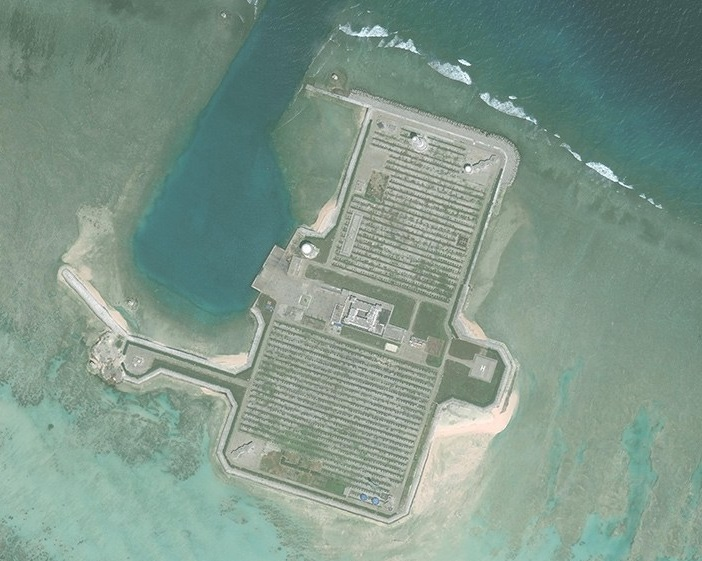
クアテロン礁の埋め立て部分拡大図

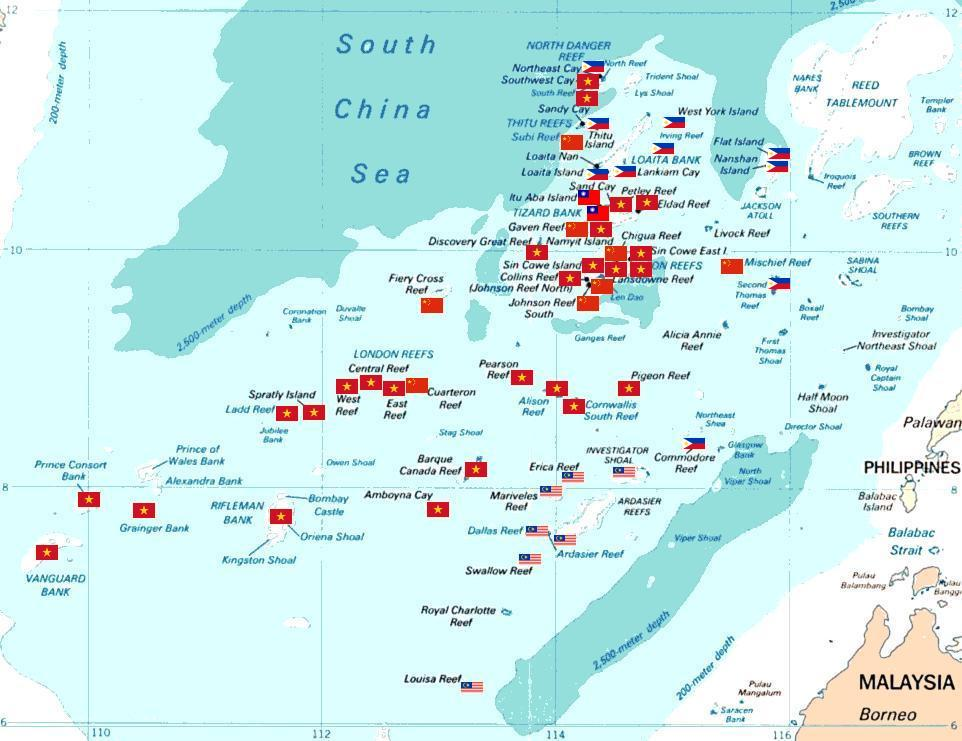
南沙諸島における南シナ海周辺諸国の実効支配状況

クアテロン礁（クアテロンしょう、英語：Cuarteron Reef、ベトナム語：Đá Châu Viên / 𥒥洲圓、中国語: 華陽礁）は、南沙諸島にある暗礁である。クアルテロン礁とも表記される。
中華人民共和国が実効支配し、中国人民解放軍海軍南海艦隊が駐留しているが、中華民国（台湾）、ベトナムおよびフィリピンも主権を主張している。
ベトナムが実効支配していたが、1987年5月に中国の国家海洋局南沙考察隊が領有を主張するための主権碑を建設。1988年のスプラトリー諸島海戦（赤瓜礁海戦）では、中国人民解放軍がベトナム軍を攻撃し、クアテロン礁を含む6つの暗礁を奪った。
2014年には、中国がこの岩礁の埋め立てを開始していることがフィリピン軍によって確認されている。
2015年10月9日には、5月から建設されていた高さ50メートルの灯台の完成式典が中国交通運輸部によって行われ、運用を開始した。
2016年1月22日には、アメリカのシンクタンクのCSIS（戦略国際問題研究所）が、埋め立てられた人工島（面積約0.2平方キロメートル）に高周波レーダー設備とみられる施設が建設されていることを明らかにした。
2016年7月12日の常設仲裁裁判所による裁定で、国連海洋法条約における「人間の居住又は独自の経済的生活を維持することのできない岩」であり、排他的経済水域および大陸棚を有さない岩であると認定された。

## 地形
クアテロン礁の埋め立て部分で最長は約650mある。